# (25953) Lanairlett
(25953) Lanairlett est un astéroïde de la ceinture principale.

## Description
(25953) Lanairlett est un astéroïde de la ceinture principale. Il fut découvert le 18 mars 2001 à Socorro (Nouveau-Mexique) par le projet LINEAR. Il présente une orbite caractérisée par un demi-grand axe de 2,80 UA, une excentricité de 0,03 et une inclinaison de 2,5° par rapport à l'écliptique.

## Compléments